# American Library Association
A American Library Association (ALA) é um grupo baseado nos Estados Unidos que promove internacionalmente as bibliotecas e a educação literária. É maior e mais antiga organização do gênero no mundo inteiro, com mais de 64.600 membros. Foi fundada em 1876 em Filadélfia, e registrada em 1879 em Massachusetts. Sua sede é atualmente em Chicago.
A ALA estabelece sua missão como "providenciar liderança no desenvolvimento, promoção, e melhoria das bibliotecas e da profissão de bibliotecário, de forma a incrementar a educação e o acesso à informação para toda a gente". Podem ser membros da ALA todas as pessoas ou organizações, embora a maior parte dos seus membros sejam bibliotecas ou bibliotecários residentes no Estados Unidos (apenas cerca de 3,5% dos membros da ALA não residem no país).
A ALA publica as revista American Libraries e Booklist, e patrocina o Stonewall Book Award.